# Бюлаг-Веллі (Колорадо)
Бюлаг-Веллі (англ. Beulah Valley) — переписна місцевість (CDP) в США, в окрузі Пуебло штату Колорадо. Населення — 518 осіб (2020).

## Географія
Бюлаг-Веллі розташований за координатами 38°3′9″ пн. ш. 104°58′45″ зх. д. / 38.05250° пн. ш. 104.97917° зх. д. (38.052617, -104.979247).  За даними Бюро перепису населення США в 2010 році переписна місцевість мала площу 17,80 км², з яких 17,79 км² — суходіл та 0,01 км² — водойми.

## Демографія
Згідно з переписом 2010 року, у переписній місцевості мешкало 556 осіб у 268 домогосподарствах у складі 164 родин. Густота населення становила 31 особа/км².  Було 433 помешкання (24/км²).
Расовий склад населення:
| - 95,9 % — білих - 0,7 % — корінних американців - 0,2 % — чорних або афроамериканців - 2,3 % — осіб інших рас |

До двох чи більше рас належало 0,9 %. Частка іспаномовних становила 7,2 % від усіх жителів.
За віковим діапазоном населення розподілялося таким чином: 16,2 % — особи молодші 18 років, 57,9 % — особи у віці 18—64 років, 25,9 % — особи у віці 65 років та старші. Медіана віку мешканця становила 54,2 року. На 100 осіб жіночої статі у переписній місцевості припадало 100,7 чоловіків;  на 100 жінок у віці від 18 років та старших — 105,3 чоловіків також старших 18 років.
Середній дохід на одне домашнє господарство  становив 74 677 доларів США (медіана — 46 250), а середній дохід на одну сім'ю — 82 820 доларів (медіана — 65 000). Медіана доходів становила 65 571 долар для чоловіків та 39 246 доларів для жінок. За межею бідності перебувало 10,0 % осіб, у тому числі 11,8 % дітей у віці до 18 років та 7,2 % осіб у віці 65 років та старших.
Цивільне працевлаштоване населення становило 305 осіб. Основні галузі зайнятості: освіта, охорона здоров'я та соціальна допомога — 35,4 %, інформація — 22,3 %, роздрібна торгівля — 16,7 %.